# East Air
East Air era uma companhia aérea privada com sede em Qurghonteppa, Tajiquistão. A companhia aérea operava voos regulares de Qurghonteppa e Kulob para a Rússia. Em outubro de 2014, a Autoridade Geral de Aviação Civil do Tajiquistão revogou o Certificado de Operador Aéreo (AOC) da East Air e a companhia aérea encerrou as operações.

## Frota

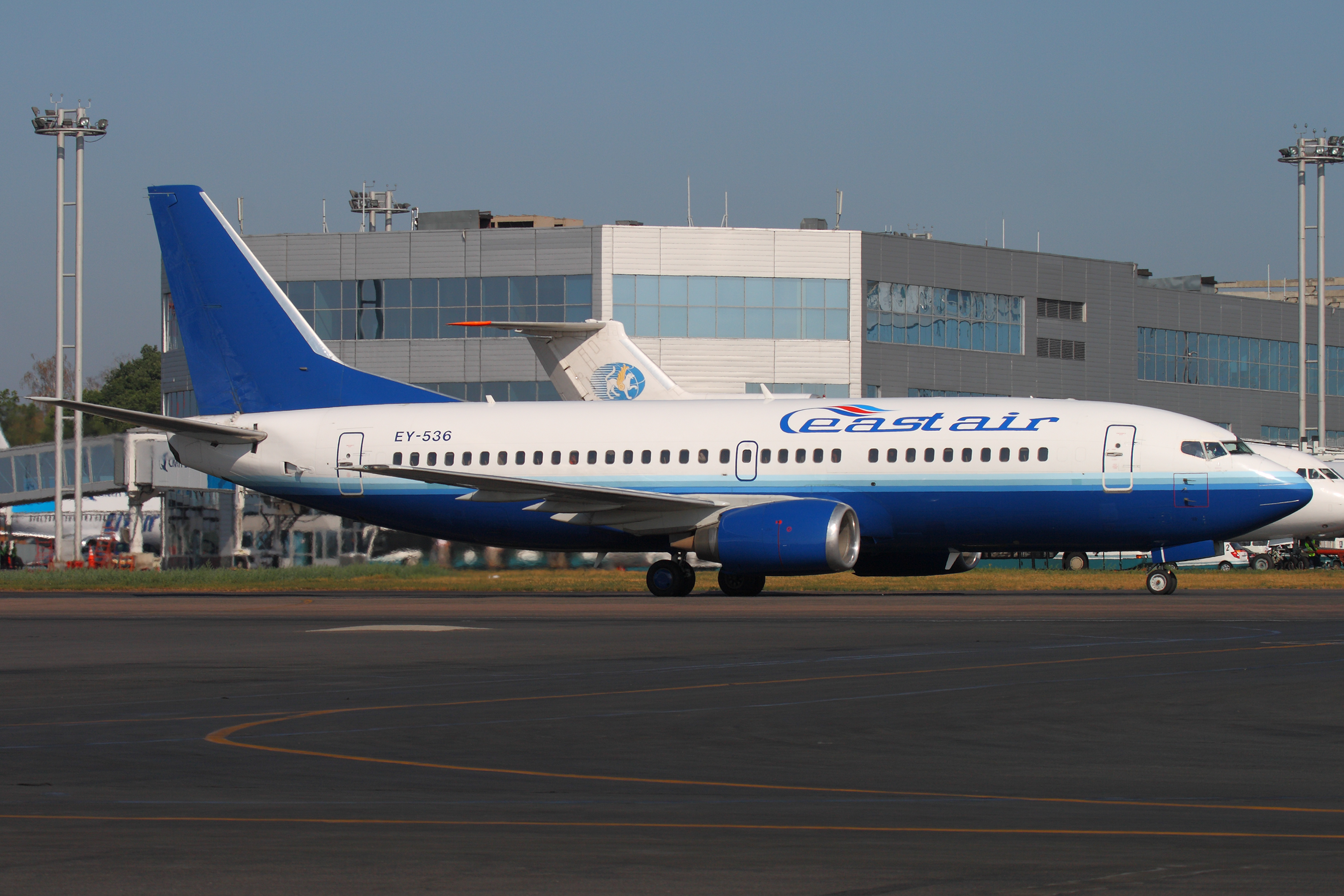
Um Boeing 737-300 da East Air

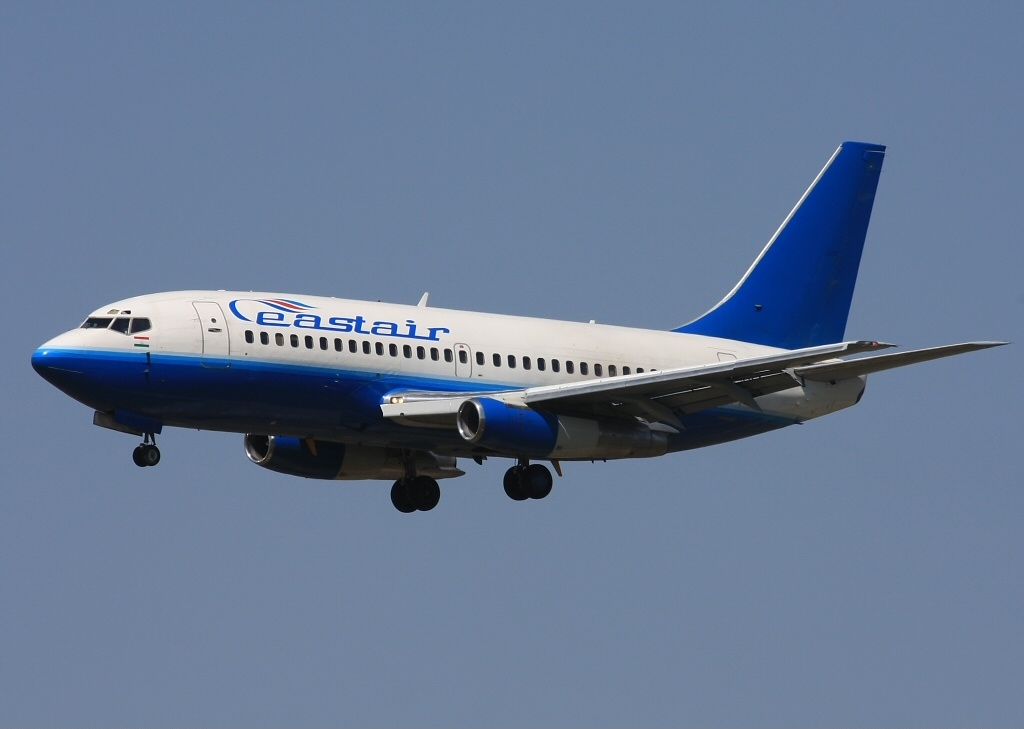
Um Boeing 737-200 da East Air

A frota da East Air consistia nas seguintes aeronaves (Maio de 2014):
| Aeronaves       | Total | Notas |
| --------------- | ----- | ----- |
| Airbus A320-200 | 2     |       |
| Boeing 737-300  | 1     |       |
| Boeing 737-400  | 1     |       |
| Total           | 4     |       |